# Elektromechanikermeister
Der Elektromechanikermeister in der Schweiz war eine von der Swissmechanic getragene, höhere Fachprüfung.
In Deutschland wurde die Meisterprüfung 2002 außer Kraft gesetzt, und durch die Meisterprüfung im Elektrotechniker-Handwerk ersetzt.

## Schweiz
Zulassungsvoraussetzungen waren:
- Lehre als Automatiker/Elektromechaniker
- Berufstätigkeit von mindestens 5 Jahren
- Absolvierung Lehrmeisterkurs

Die Prüfung umfasste auch eine praktische Prüfung. Die erste Fassung des Reglements ist auf den 8. März 1956 datiert, die letzte auf den 25. August 1995. Die letzten Prüfungen fanden 2005 in der Deutschschweiz und 2007 in der Romandie statt.